# Kabinett Marx II
Das Kabinett Marx II war ein Kabinett der Reichsregierung in der Zeit der Weimarer Republik und amtierte vom 27. Mai 1924 bis zum 15. Januar 1925.

## Zusammensetzung
Die Zusammensetzung des Kabinetts war größtenteils identisch mit der der Vorgängerregierung Marx I.
| Kabinett Marx II 27. Mai 1924 bis 15. Januar 1925 | Kabinett Marx II 27. Mai 1924 bis 15. Januar 1925 | Kabinett Marx II 27. Mai 1924 bis 15. Januar 1925                 | Kabinett Marx II 27. Mai 1924 bis 15. Januar 1925 | Kabinett Marx II 27. Mai 1924 bis 15. Januar 1925 |
| ------------------------------------------------- | ------------------------------------------------- | ----------------------------------------------------------------- | ------------------------------------------------- | ------------------------------------------------- |
| Reichskanzler                                     |                                                   | Wilhelm Marx                                                      |                                                   | Zentrum                                           |
| Vizekanzler                                       |                                                   | Karl Jarres                                                       |                                                   | DVP                                               |
| Inneres                                           |                                                   | Karl Jarres                                                       |                                                   | DVP                                               |
| Auswärtiges Amt                                   |                                                   | Gustav Stresemann                                                 |                                                   | DVP                                               |
| Finanzen                                          |                                                   | Hans Luther                                                       |                                                   | parteilos                                         |
| Wirtschaft                                        |                                                   | Eduard Hamm                                                       |                                                   | DDP                                               |
| Arbeit                                            |                                                   | Heinrich Brauns                                                   |                                                   | Zentrum                                           |
| Reichswehr                                        |                                                   | Otto Geßler                                                       |                                                   | DDP                                               |
| Justiz                                            | Fritz Neumayer (kein Foto)                        | Staatssekretär Curt Joël mit der Führung der Geschäfte beauftragt |                                                   | parteilos                                         |
| Ernährung und Landwirtschaft                      |                                                   | Gerhard Graf von Kanitz                                           |                                                   | parteilos                                         |
| Besetzte Gebiete                                  |                                                   | Anton Höfle mit der Führung der Geschäfte beauftragt              |                                                   | Zentrum                                           |
| Post                                              | Anton Höfle                                       |                                                                   |                                                   | Zentrum                                           |
| Verkehr                                           |                                                   | Rudolf Oeser bis 12. Oktober 1924                                 |                                                   | DDP                                               |